# Woodburn (Oregon)
Pour les articles homonymes, voir Woodburn.

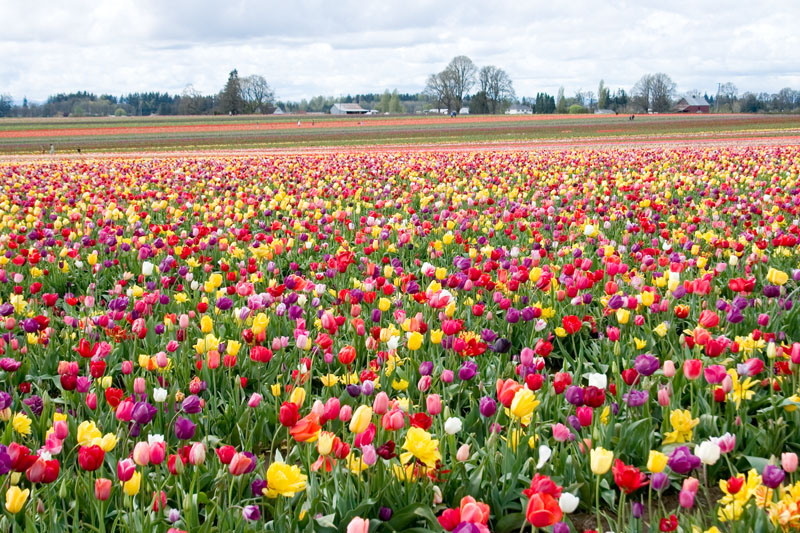
Le Festival de la tulipe à Woodburn.

Woodburn est une ville américaine, située dans le comté de Marion dans l'Oregon, dont la population était en 2000 de 20 100 habitants. Il existe une importante minorité d'origine russe de vieux-croyants de la Confession des Chapelles.

## Personnalité notable
- Dorothy Olsen